# U-50号潜艇 (1915年)
陛下之50号潜艇是德意志帝国海军建造的一艘潜艇或称U艇。它由但泽的帝国船厂承建，于1915年12月31日下水，至1916年7月4日交付使用。U-50号是在第一次世界大战期间服役的329艘德国潜艇之一，并参加了大西洋潜艇战。在其五次巡逻中，共击沉27艘协约国或中立国商船，容积总吨为92924吨。1917年8月31日，U-50号在泰尔斯海灵岛附近失踪，据推测它可能是触雷沉没。艇内44名官兵全数阵亡。

## 设计
第一次世界大战爆发后，从U-43号开始，德国潜艇进入战时动员型生产时期。它们在尺寸上与前期的柴电潜艇类似，但在推进力和续航力上有所提高。动员型在艇体结构和舱室布置方面也有很多创新，例如采用外置式龙骨，将控制舱和指挥舱前移，增加船员居住舱空间，并将居住舱的位置调整至柴油机舱和控制舱之间。此外，潜望镜长度从以往的7.5米增至12米，下潜反应时间缩短为60－90秒。
U-50号的全长为65米；舷宽6.2米，当中的耐压壳体宽为4.18米；有9米的总高和3.74米的吃水深度。艇只的水上排水量为725吨，水下为940吨。
艇只搭载有可在水上使用的两台猛狮六缸四冲程柴油发动机，总功率为2,000匹公制馬力（1,471千瓦特）；以及可在水下使用的西门子-舒克特双电动发电机，总功率为1,200匹公制馬力（883千瓦特）。这些发动机用以驱动双轴、每根轴各一个的直径1.6米长螺旋桨，从而使艇只在水上的最高速度达15.2節（28.2每小時），在水下的最高航速为每小时9.7節（18.0每小時）。U-50号可以8節（15每小時）的速度在水上巡航11,400海里（21,100），或以5節（9.3每小時）的速度在水下巡航51海里（94）。它的潜航深度为50米。
U-50号装备了四具直径为500毫米的鱼雷发射管，其中艏、艉各两具，并可携带合共6枚G6型鱼雷。辅助武器为两门88毫米30倍径速射炮，1916年至1917年间则被一门105毫米45倍径速射炮所取代。其标准船员编制为4名军官和32名水兵。

## 历史
U-50号是由德意志帝国海军于1914年8月4日向但泽的帝国船厂订购。它于1915年12月31日下水，至1916年7月4日在首任暨唯一一任艇长、海军上尉格哈德·贝格尔的指挥下正式入役，并被编第三潜艇区舰队。
服役期间，U-50号在北大西洋东部总计进行过五次巡逻，共击沉了容积总吨为92924吨的27艘协约国或中立国商船。其中最显赫的战功是1917年2月，U-50号于没有任何警告的情况下在爱尔兰海岸击沉了来自纽约的英国远洋客轮拉科尼亚号。这是一战中被U艇摧毁的最大型船舶之一，容积总吨达18099吨。船上当时载有近300名乘客，其中12人在沉没中丧生——包括两名美国人，这导致了美国和德意志帝国之间相当大的政治紧张局势，也为美国最终参战埋下了伏笔。
1917年8月下旬，U-50号循出海“黄线”通道穿越德意志湾的防御雷区，准备进入北海展开巡逻。8月31日，该艇通过无线电发送了最后一次位置报告，大致位于泰尔斯海灵岛附近的55°15′N 4°10′E / 55.250°N 4.167°E处，然后便失去踪迹。在英国消息源中也没有提及U-50号的沉没。至9月底，艇长贝格尔上尉的遗体在北弗里斯兰群岛被寻获。尸检显示，尸体在水中已经一个月了。据推测，英国人于8月初在德国船舶的安全出海通道出口处布设了近2000枚水雷，U-50号可能触及了其中之一。8月22日，U-21号潜艇曾在“黄线”出海通道前发现一艘行进中的英国布雷艇，但没有向海军司令部报告。U-50号最终不得不穿越这片海域。该艇很可能撞上了其中一枚水雷，但也不排除可能是因技术缺陷或人为失误而导致的海损。

## 袭击历史摘要
| 日期           | 船名              | 船籍       | 总吨  | 结局 |
| -------------- | ----------------- | ---------- | ----- | ---- |
| 1916年11月10日 | 波哥大号          | 英国       | 4577  | 击沉 |
| 1916年11月11日 | 洛肯号            | 挪威       | 1954  | 击沉 |
| 1916年11月11日 | 莫拉桑号          | 英国       | 3486  | 击沉 |
| 1916年11月11日 | 莎拉·拉德克利夫号 | 英国       | 3333  | 击沉 |
| 1916年11月12日 | 圣乔瓦尼号        | 義大利王國 | 1315  | 击沉 |
| 1916年11月12日 | 斯泰利奈·贝比斯号 | 希腊       | 3603  | 击沉 |
| 1916年11月12日 | 扬尼斯号          | 希腊       | 3828  | 击沉 |
| 1916年11月13日 | 莱拉号            | 義大利王國 | 2987  | 击沉 |
| 1916年11月14日 | 初濑号            | 英国       | 282   | 击沉 |
| 1917年2月18日  | 让·皮埃尔号       | 法國       | 449   | 击沉 |
| 1917年2月22日  | 布伦海姆号        | 挪威       | 1144  | 击沉 |
| 1917年2月24日  | 隼号              | 英国       | 2244  | 击沉 |
| 1917年2月25日  | 白羊座号          | 英国       | 3071  | 击沉 |
| 1917年2月25日  | 猎人号            | 英国       | 7460  | 击沉 |
| 1917年2月25日  | 拉科尼亚号        | 英国       | 18099 | 击沉 |
| 1917年4月11日  | 萨伏斯号          | 挪威       | 1462  | 击沉 |
| 1917年4月19日  | 反嘴鹬号          | 英国       | 1219  | 击沉 |
| 1917年4月20日  | 艾玛号            | 英国       | 2520  | 击沉 |
| 1917年4月21日  | 权冠号            | 英国       | 4307  | 击沉 |
| 1917年4月23日  | 戴克兰号          | 英国       | 4291  | 击沉 |
| 1917年4月23日  | 奥斯瓦德号        | 英国       | 5185  | 击沉 |
| 1917年4月25日  | 斯万摩尔号        | 英国       | 6373  | 击沉 |
| 1917年6月7日   | 尤巴号            | 挪威       | 1458  | 击沉 |
| 1917年6月11日  | 希格露恩号        | 挪威       | 2538  | 击沉 |
| 1917年6月16日  | 卡丽·赫维号       | 英国       | 111   | 击沉 |
| 1917年6月21日  | 奥尔托纳号        | 英国       | 5524  | 击沉 |
| 1917年6月26日  | 沃宁号            | 丹麦       | 104   | 击沉 |

## 脚注
1. ↑  Helgason, Guðmundur. . German and Austrian U-boats of World War I - Kaiserliche Marine - Uboat.net.   [1 December 2014].
2. ↑  Gröner，第8-10頁.
3. 1 2  Helgason, Guðmundur. . German and Austrian U-boats of World War I - Kaiserliche Marine - Uboat.net.   [1 December 2014].
4. ↑  Herzog，第48頁.
5. 1 2 3 4  陈进，第71頁.
6. ↑  Herzog，第68頁.
7. ↑  Helgason, Guðmundur. . German and Austrian U-boats of World War I - Kaiserliche Marine - Uboat.net.   [1 December 2014].
8. ↑  Herzog，第89頁.
9. ↑  Kemp，第34頁.
10. ↑  Helgason, Guðmundur. . German and Austrian U-boats of World War I - Kaiserliche Marine - Uboat.net.   [1 December 2014].